# Włodarka

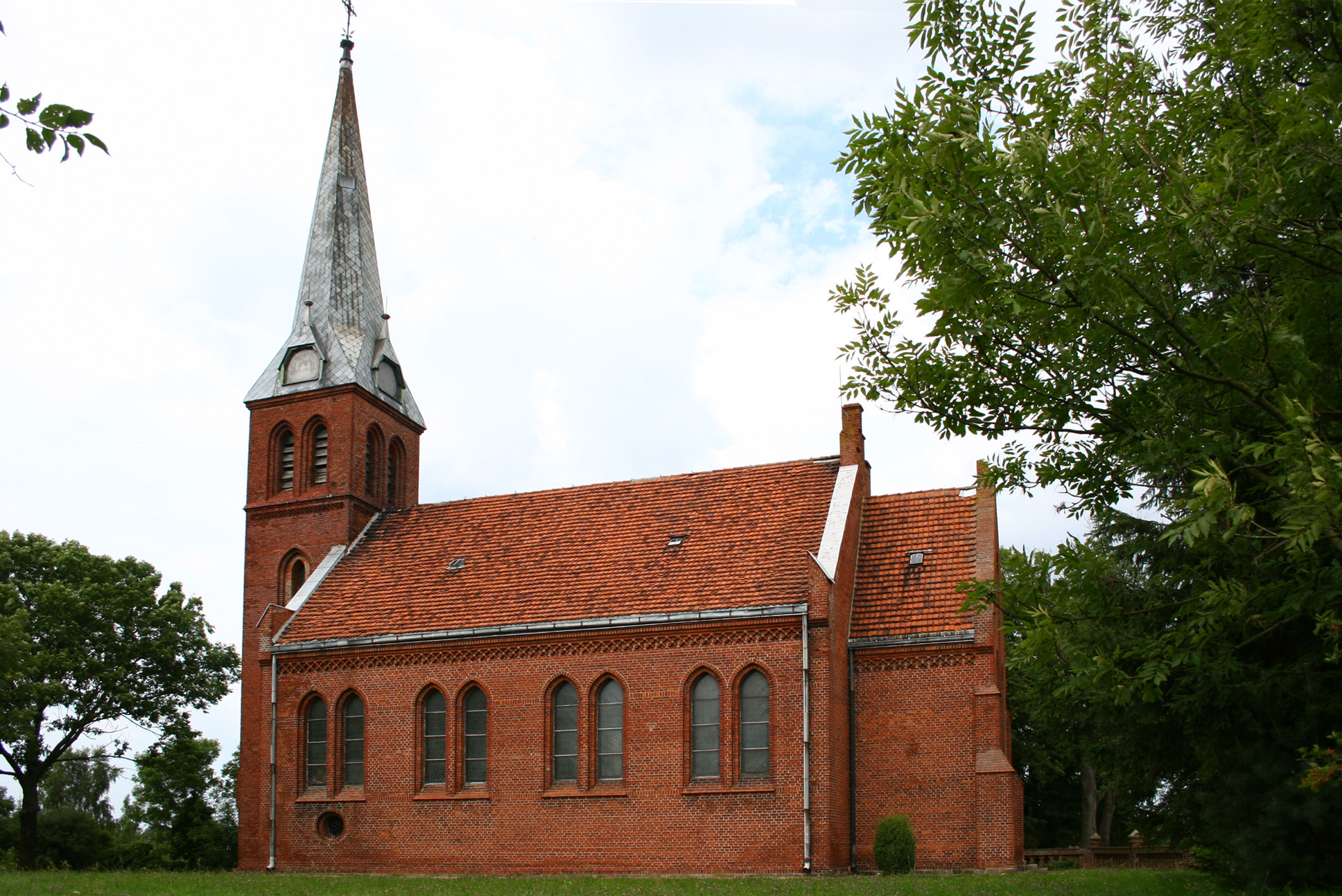
Dorfkirche, bis 1946 evangelische Dorfkirche von Voigtshagen

Włodarka (deutsch Voigtshagen) ist ein Kirchdorf in der polnischen Woiwodschaft Westpommern. Es ist der Landgemeinde Trzebiatów (Treptow a. d. Rega) im Powiat Gryficki (Greifenberger Kreis) zugeordnet.

## Geographische Lage
Das kleine Kirchdorf liegt vier Kilometer von der hinterpommerschen Ostseeküste entfernt, etwa sechs Kilometer nordwestlich von Trzebiatów (Treptow a. d. Rega) und etwa 20 Kilometer nördlich von Gryfice (Greifenberg i. Pom.). Es grenzt an die Ortschaften Chełm Gryficki  (Holm), Sadlno (Zedlin), Zapolice (Vockenhagen) und Nowielice (Neuhof).

## Geschichte
Einer Urkunde von 1325 zufolge, in dem es Vogitzhagen genannt wird, schenkte Herzog Wartislaw IV.  das Dorf dem Kloster Belbuck. Um 1723 war Joachim Brahz Pachtinhaber des Dorfs Voigtshagen. Gegen Ende des 18. Jahrhunderts hatte das Dorf Voigtshagen einen Freischulzenhof, 17 Bauernhöfe, acht große Kossätenhäuser, drei kleine Kossätenhäuser, drei Büdnerhäuser, einen Schulmeister und insgesamt 47 Haushaltungen (Feuerstellen).
Zum Ende des Zweiten Weltkriegs wurde die Region von der Roten Armee erobert und anschließend – wie ganz Hinterpommern – unter polnische Verwaltung gestellt. Soweit sie nicht bereits geflohen war, wurde die deutsche Bevölkerung von Voigtshagen ab 1946 von nach Kriegsende zugewanderten polnischen Milizionären vertrieben. Die deutsche Ortschaft Voigtshagen wurde in Włodarka umbenannt.

### Entwicklung der Einwohnerzahl
- 1933:  543 Einwohner[3]
- 1939:  476 Einwohner[3]

### Kirchspiel
Die Bevölkerung von Voigtshagen  war bis 1946  evangelisch und besuchte die eigene Dorfkirche, die zur Synode Treptow an der Rega gehörte und eine Filiale der Pfarrei  Zedlin war.

## Söhne und Töchter des Orts
- Christian Friedrich Brahz (* 16. September 1723; † 1796 in Kittlitz, Oberlausitz), Pädagoge und evangelischer Pfarrer, Sohn des Voigtshagener Dorfpächters Joachim Brahz, war Zögling des Collegium Groeningianum, studierte drei Jahre in Halle, wirkte seit 1743  als Lehrer auf dem Waisenhaus in Sorau,  wurde 1746  an die Sorbische Schule in Sorau berufen, erlernte die sorbische Sprache, war  seit dem  13. September 1748  fünf Jahre lang Pfarrer in Sorau  und übernahm am 27. Oktober 1753 das vakant gewordene Pfarramt in Kittlitz, das er bis zu seinem Tod innehatte.[2]